# Olof Håkansson (talman)
Olof Håkansson, född i mars 1695 i Lösens socken i Blekinge, död 18 november 1769 i Stockholm, var en svensk bonde och riksdagsman. Han var ledamot av bondeståndet 1726–1769 och bondeståndets talman 1738–1762 samt 1769. Han var far till Anders af Håkansson.

## Biografi
Olof Håkansson valdes till medlem av bondeståndet vid 1726–1727 års riksdag och blev tidigt uppmärksammad för sin stora parlamentariska begåvning, utmärkt av en klar framställningsförmåga, ett gott minne och beräknande försiktighet. Han kom att bevista samtliga riksdagar fram till 1769. Redan vid 1731 års riksdag var han en av de mera framstående bonderiksdagsmännen, blev 1734 undertalman och 1738 talman. Trots att han hade starka motståndare inom bondeståndet, bland annat vid 1742–1743 års riksdag, då han verkade för Adolf Fredriks val, minskades inte hans inflytande. Hans val till talman under de följande riksdagarna var enhälligt. Från 1751 närmade han sig hattarna och hade att kämpa mot en stark fraktion inom ståndet, vilken influerades av hovpartiet. På grund av Olof Håkanssons skicklighet att använda mutor samt väl ställda propositioner avgick han oftast med segern. Vid hattväldets fall riksdagen 1765–1766 uteslöts han, hatad av motståndarna ur bondeståndet. Återigen medlem av detta vid 1769 års riksdag valdes han på nytt, men avled sedan riksdagen flyttats från Norrköping till Stockholm.
Olof Håkansson blev begraven i Riddarholmskyrkan och gravsatt i det Fersenska gravkoret där hans vän greve Axel von Fersen den äldre, den dåvarande lantmarskalken, lät nedsänka honom.
Då han var en känd politiker under frihetstiden träffade han flera av sin tids kända personer, däribland drottning Ulrika Eleonora, som efter 1738–1739 års riksdag ville lämna honom ett bevis på sin nåd, men istället fick frågan av Håkansson om hon inte kunde skänka något till hans hembygd. Drottningen skänkte då fyra mässhakar i sammet och silvertyg till Lösens kyrka som var Håkanssons sockenkyrka. Fredrik I stannade i Håkanssons hus i flera timmar under en resa i södra Sverige 1745 och uppmanade honom att gifta om sig då hans fru Botill Persdotter hade dött. Följande år gifte Håkansson om sig med Brigitta Catharina Timell och fick vid 1746–1747 års riksdag en silverskål av kungen med uppmaningen att alla hans framtida barn skulle döpas i den.
I Statens porträttsamling på Gripsholms slott återfinns en bröstbild på honom utförd av Lorens Pasch d.y.